# Altstadt (Hachenburg)

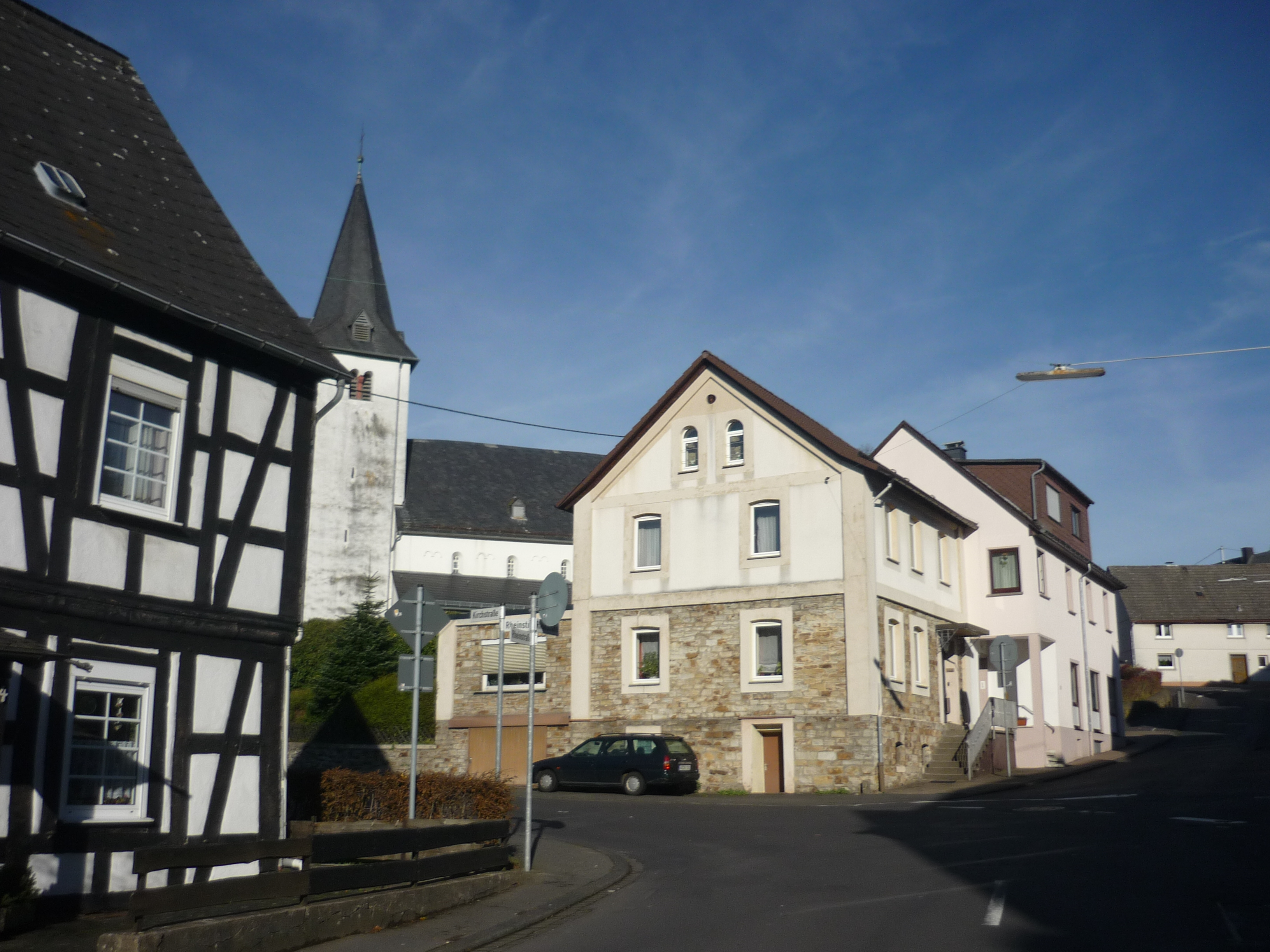
Altstadt Hachenburg, im Hintergrund die Pfarrkirche

Altstadt (früher Hachinberg) war eine ehemals selbständige Gemeinde im Westerwald und ist heute Stadtteil der rheinland-pfälzischen Stadt Hachenburg im Westerwaldkreis.

## Geographische Lage
Altstadt liegt am südwestlichen Stadtrand von Hachenburg. Höchste Erhebung und Aussichtspunkt ist der Hebeberg mit 379,3 m ü. NHN.

## Geschichte
Der Ort Hachinberg (= ein von Gestrüpp, Gebüsch umhegter Berg) lag im etwa eineinhalb Kilometer vom heutigen Hachenburger Schloss entfernten, 100 Meter tiefer liegenden Tal des Rothbaches. Hachinburg war schon im Mittelalter vor der Besiedlung um die Burg Hachenburg entstanden und scheint ein bedeutender Rastplatz zwischen den beiden frühkarolingischen Straßensicherungen Altenkirchen und Neukirch gewesen zu sein. Am Ende des 12. Jahrhunderts haben die Grafen von Sayn zum Schutz dieser Straße und zur Sicherung der Ostgrenze ihres Herrschaftsgebietes eine Burg errichtet. Als die Burg im Jahr 1222 mit der unter ihr entstandenen Stadt den Namen „Hachinburg“ annahm, wurde das alte Hachinberg durch die Bezeichnung „Altstadt“  davon unterschieden. Als Ludwig IV. 1314 die Stadtrechte verlieh und die Grafen diese Burg bald zu ihrer Residenz und zum Verwaltungssitz der Grafschaft gemacht hatten, überflügelte die Stadt allmählich die Altstadt. Der Ortsteil Altstadt wurde erstmals 1343 als Alderstadt urkundlich erwähnt.
Vom Hof Bellen im Kirchspiel Altstadt stammte die Familie Bell, die 1455 erstmals auftrat und 1645 ausstarb. Von ihr ging der Zehnte, den sie in Hahn besaß, an Sayn über.
Altstadt war – wie Kroppach, Alpenrod und Hachenburg – eines der vier altsaynischen Kirchspiele des zur kölnischen Diözese gehörenden Auelgaues. Politisch gehörte Altstadt später zum saynischen Amt Hachenburg. Die dem hl. Bartholomäus geweihte Kirche, zu deren Sprengel bis 1654 auch Hachenburg gehörte, scheint noch 1221 eine Kapelle von Altenkirchen gewesen zu sein, das unter dem Cassius-Stift in Bonn stand. Die Einwohner wurden nach der Einführung der Reformation in der Grafschaft Sayn erst lutherisch und später reformiert. Nach der Landesteilung der Grafschaft Sayn im 17. Jahrhundert gehörte Altstadt zur Grafschaft Sayn-Hachenburg.
Die Kirche, die bis 1656 auch Pfarrkirche von Hachenburg war, ist eine einfache flachgedeckte, spätromanische und dreischiffige Pfeilerbasilika mit drei halbrunden Apsiden, welche sich an die überwölbte Vierungskuppel und an die Kreuzflügel anschließen. Sie erinnert an ähnliche Bauten der Region, wie die Evangelische Kirche Birnbach und Flammersfeld.
Altstadt wurde am 7. Juni 1969 in die Stadt Hachenburg eingemeindet.

## Politik
Der Stadtteil Altstadt ist der einzige Ortsbezirk der Stadt Hachenburg und wird politisch von einem Ortsbeirat sowie einem Ortsvorsteher vertreten.
Der Ortsbeirat besteht aus sieben Mitgliedern und dem ehrenamtlichen Ortsvorsteher als Vorsitzendem.
Detlef Nink ist seit dem 30. Juli 2020 Ortsvorsteher der Altstadt.
Ninks Vorgängerin war seit 2012 seine Ehefrau Anne Nink.

## Sehenswürdigkeiten
Zu den heute noch erhaltenen Sehenswürdigkeiten in Altstadt gehören
- die evangelische Kirche St. Bartolomäus (1241),
- das evangelische Pfarrhaus (1594 auf den Grundmauern des ersten Pfarrhauses errichtet),
- Ehemalige Knochen- und Sägemühle am östlichen Ortsrand von Altstadt (1821) bis 1950 in Betrieb,
- Alte Eiche (Naturdenkmal) am südwestlichen Stadtausgang Richtung Höchstenbach mit Alter von etwa 220 Jahren.

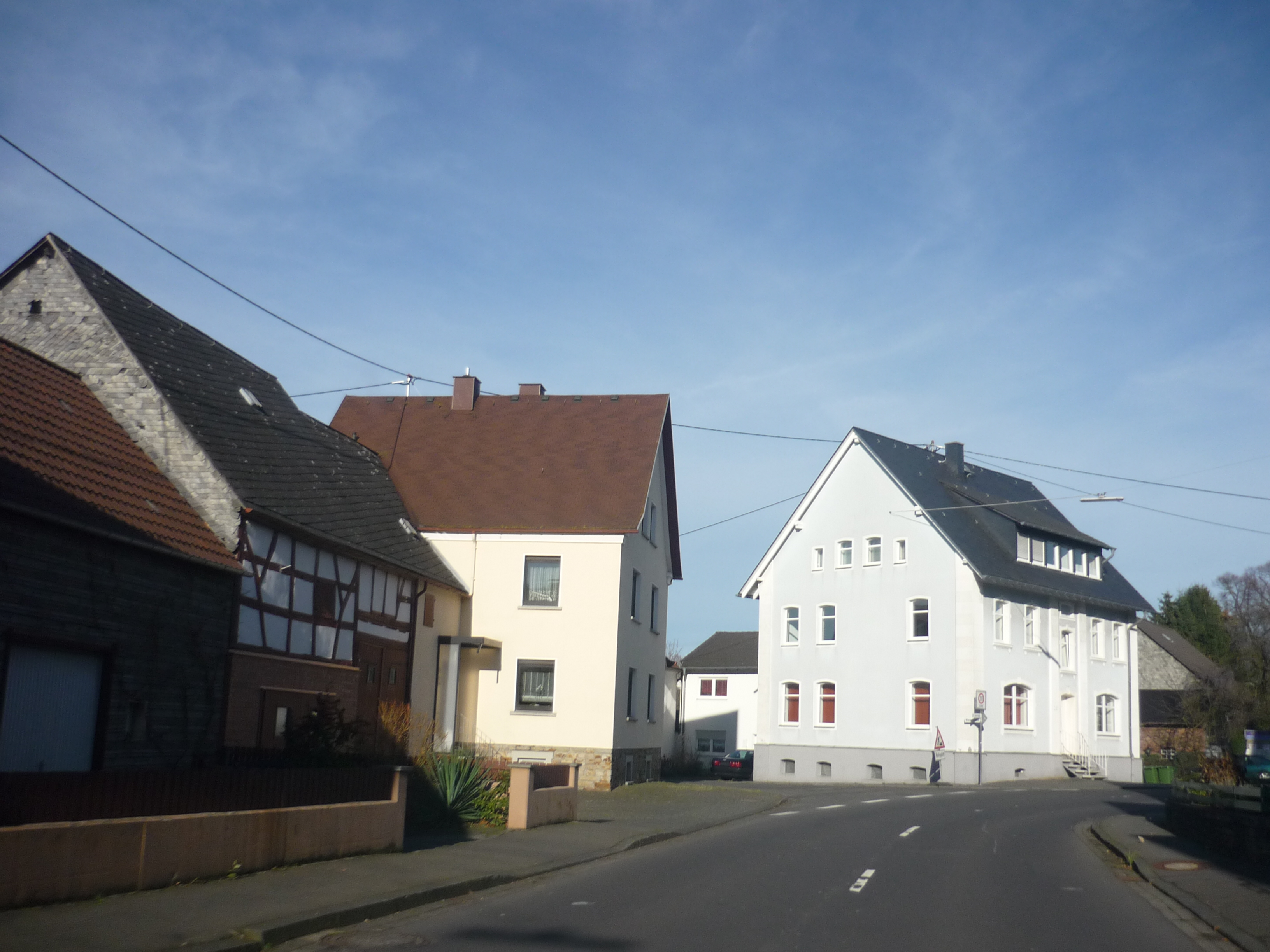
Altstadt Hachenburg
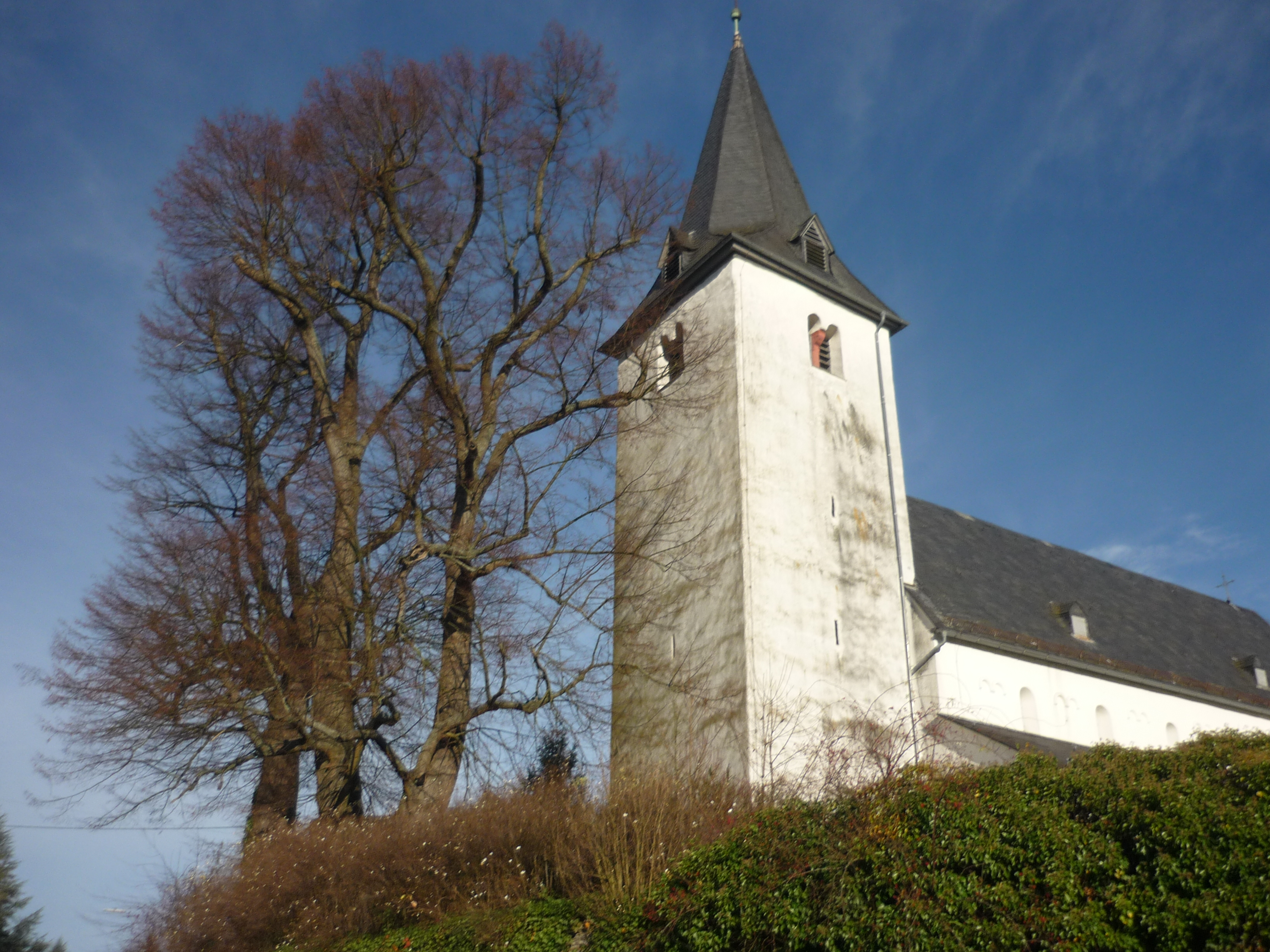
Pfarrkirche Altstadt-Hachenburg
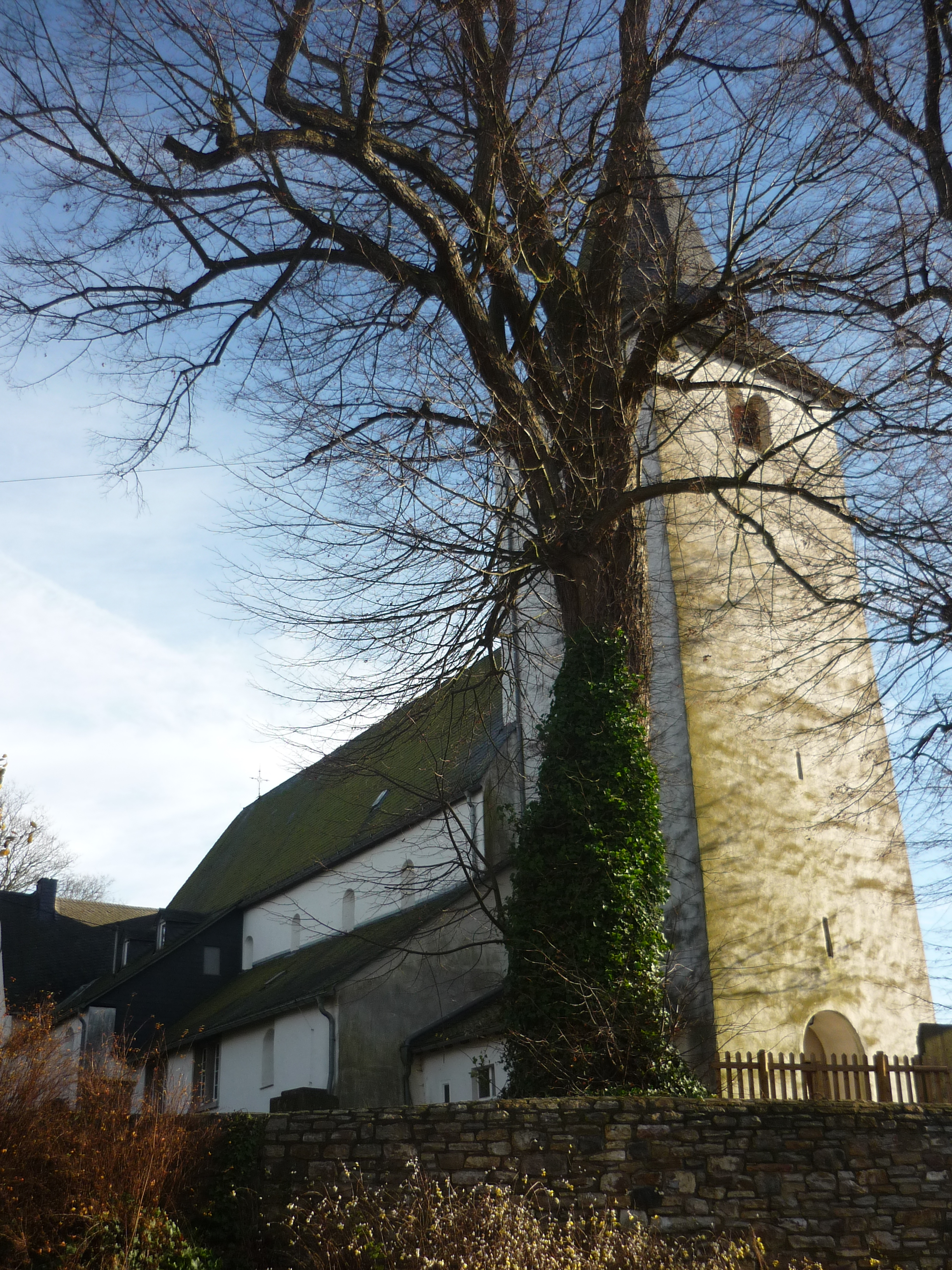
Pfarrkirche Altstadt Hachenburg
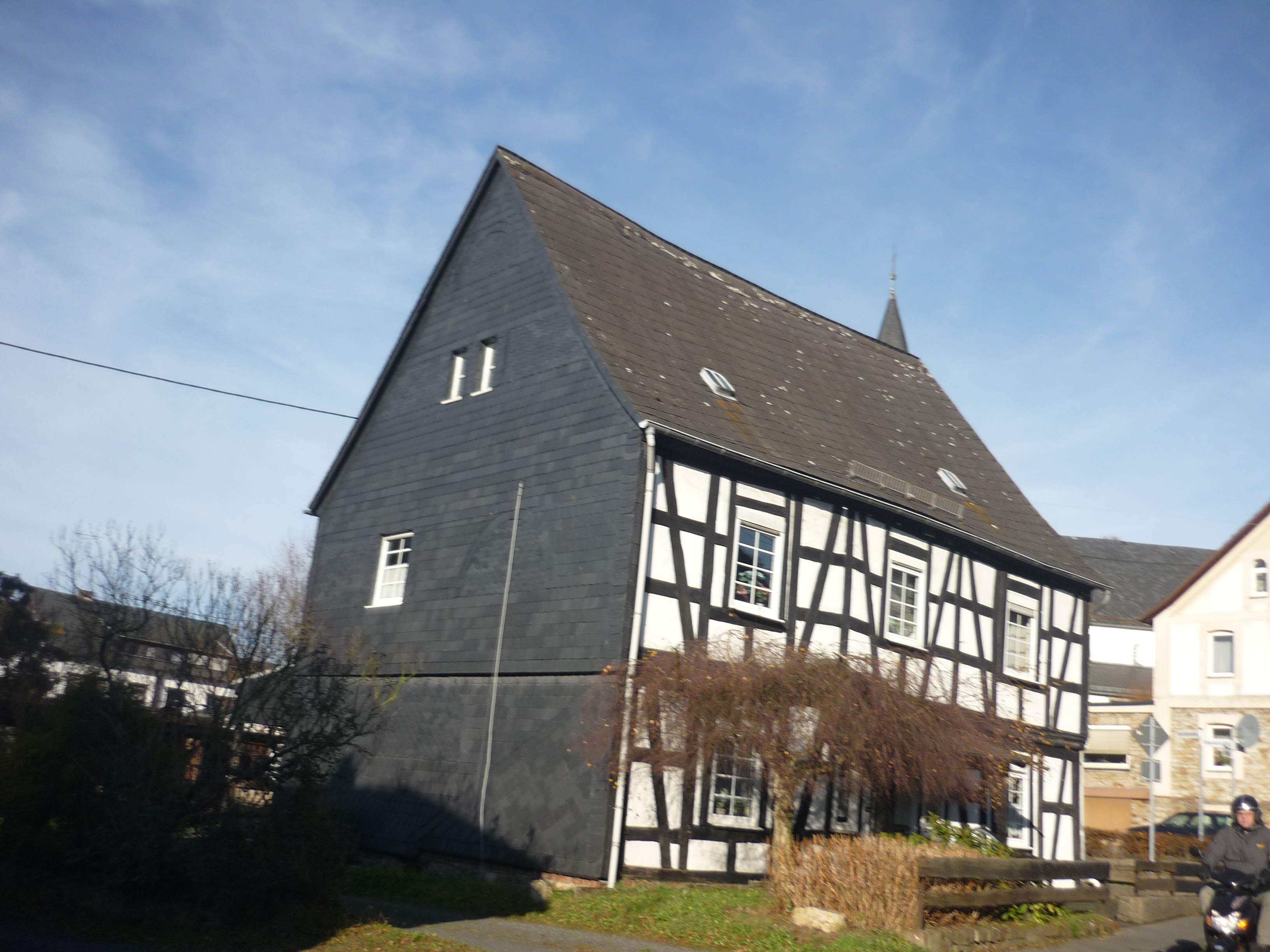
Altes Fachwerkhaus in Altstadt